# Alessandra Santos de Oliveira
Alessandra Santos de Oliveira (São Paulo, 2 de diciembre de 1973) es una exjugadora de baloncesto brasileña. Consiguió 3 medallas en competiciones oficiales con la Brasil, entre mundiales y Juegos Olímpicos, siendo campeona del mundo en el año 1994.